# Кипърска втора дивизия
Кипърската втора дивизия (на гръцки: Δεύτερη Κατηγορία) е второто ниво на професионалния футбол в Кипър.

## Структура
Дивизията съдържа 14 отбора. Играят по два пъти един срещу друг, общо 28 мача за отбор. Първите три отбора печелят промоция за първа дивизия, а последните три изпадат в трета дивизия.

## Отбори за сезон 2015/2016
- АЕЗ Закакиу
- Анагениси
- Асил
- Дигенис Ороклинис
- Елпида
- ЕНАД
- Еносис Лакатамия
- Еносис Пареклисия
- Кармиотиса Пано Полемидион
- Никос и Сократис Еримис
- Олимпиакос Никозия
- Омония Арадипу
- Отелос
- ПАЕЕК